# بكتشيشاندو شارشوتي
بكتشيشاندو شارشوتي (6 فبراير 1874 -1 يناير 1937)، اسمه عند الولادة بيمالا براسادا داتا، وهو غورو هندوسي للغوديا الفيشنوية (المعلم الروحي)، وأكاريا (مُدرس فلسفة)، وإحيائي في أوائل القرن العشرين في الهند. بالنسبة لأتباعه، عُرف باسم سريلا برابهوبادا (وهو تكريم امتد لاحقًا إلى تلميذه أبهاي شارانارافيندا بهاكتيفيدانتا سوامي برابهوبادا).
ولد بيمالا براسادا في عام 1874 في بوري (حكم البنغال آنذاك الآن أريسا) في عائلة بنغالية هندوسية كاياستا، والده كيدارناث داتا بهاكتيفينودا ثاكور، المعروف بأنه الفيلسوف والمعلم البنغالي للغوديا الفيشنوية. تلقى بيمالا براسادا تعليمًا هنديًا غربيًا وتقليديًا وأثبت نفسه تدريجيًا كمفكر رائد بين البادرالوك (المتعلمون في الغرب وغالبًا من سكان البنغاليين الهندوس في كلكتا الاستعمارية)، ونال لقب سيدهانتا شارشوتي (قمة الحكمة). في عام 1900، تلقى بيمالا براسادا تعاليم الغوديا الفيشنوية من الفشنونا الزاهد جوركيشور داس باباجي.
في عام 1918، بعد وفاة والده عام 1914 ووفاة معلمه جوركيشور داس باباجي عام 1915، قبل بيمالا براسادا الترتيب الهندوسي الرسمي للزهد (سانياسا) من صورة لمعلمه وأخذ اسم بكتشيشاندو شارشوتي غوسوامي. افتتح بكتشيشاندو شارشوتي في كلكتا المركز الأول لمؤسسته، والمعروف فيما بعد باسم دير الغوديا. سرعان ما تطورت إلى مؤسسة إرسالية وتعليمية فعالة لها أربعة وستون فرعًا في جميع أنحاء الهند وثلاثة مراكز في الخارج (في بورما وألمانيا وإنجلترا). نشر الدير تعاليم الغوديا الفيشنوية من خلال الدوريات اليومية والأسبوعية والشهرية، وكُتب شريعة فايشنافا، والبرامج العامة، وكذلك من خلال ابتكارات مثل «المعارض الإيمانية» مع الديوراما. يُعرف بكتشيشاندو بأسلوبه الخطابي والكتابي المكثف والصريح باسم أشاريا كيساري (غورو الأسد). عارض بكتشيشاندو التفسير الأحادي للهندوسية، أو أدفايتا، الذي ظهر على أنه الخيط السائد للفكر الهندوسي في الهند، سعيًا لتأسيس كريشنا بهاكتي الشخصية التقليدية باعتبارها إنجازًا وتوليفًا أعلى. في الوقت نفسه، من خلال المحاضرات والكتابة، استهدف بكتشيشاندو شارشوتي برابهوبادا كلًا من الطقوس الطبقية لسمارتا براهمانا والممارسات الحسية للعديد من فروع الغوديا الفيشنوية المنبثقة، ووصفها بأنها بدعة-انحراف عن الغوديا الفيشنوية الأصلية التي درسها تشيتانيا ماهابرابهو وخلفاؤه المقربون في القرن السادس عشر.
ظهرت البعثة التي بدأها بهاكتيفينودا ثاكور وطورها بكتشيشاندو شارشوتي غوسوامي برابهوبادا باعتبارها «أقوى حركة إصلاحية» للفيشنوية في البنغال في القرن التاسع عشر وأوائل القرن العشرين. ومع ذلك، بعد وفاة سريلا برابهوبادا في عام 1937، أصبح دير الغوديا متشابكًا بسبب المعارضة الداخلية، وكانت المهمة الموحدة في الهند مجزأة بفعالية. على مدى عقود، استعادت الحركة زخمها. في عام 1966، تأسست الجمعية الدولية لوعي كريشنا، من قبل تلميذ برابهوبادا بهاكتيفيدانتا في مدينة نيويورك وقادت انتشار تعاليم وممارسات الغوديا الفيشنوية على مستوى العالم. يضم فرع برابهوبادا من الغوديا الفيشنوية حاليًا أكثر من 500,000 من أتباعه في جميع أنحاء العالم، مع تجاوز ملفه العام لحجم دائرته الانتخابية.

## فترة نشأته (1874-1900): طالب

### تعليمه
بدأ الشاب بيمالا براسادا، الذي غالبًا ما أطلِق عليه تحببًا بيمالا أو بيمو أو بينو، تعليمه الرسمي في مدرسة اللغة الإنجليزية في سريرامبور راناغات. في عام 1881 نُقل إلى المدرسة الشرقية في كلكتا وفي عام 1883، بعد تعيين كيدارناث كنائب أول للقاضي في سيرامبور هوجلي، تَسجل بيمالا براسادا في المدرسة المحلية هناك. منذ طفولته المبكرة، أظهر بيمالا براسادا إحساسًا بالسلوك الأخلاقي الصارم، والذكاء الحاد، والذاكرة الصورية. اكتسب سمعة لتذكره مقاطع من كتاب عن قراءة واحدة، وسرعان ما تعلم ما يكفي لتأليف شعره باللغة السنسكريتية. ذكر كتاب سيرته الذاتية أنه حتى أيامه الأخيرة، كان بإمكان بكتشيشاندو شارشوتي تذكر مقاطع حرفية من الكتب التي قرأها في طفولته، وكسب لقب «الموسوعة الحية».
في أوائل ثمانينيات القرن التاسع عشر، بدأ كيدارناث داتا، بدافع الرغبة في تعزيز اهتمام الطفل الناشئ بالروحانية، في ممارسة هاريناما جابا، وهي ممارسة الغوديا الفيشنوية التقليدية للتأمل بناءً على التلاوة الناعمة لمانترا هير كريشنا على خرز الريحان المقدس.
في عام 1885، أسس كيدارناث داتا جمعية فيشفا فايشنافا راج سابها (الجمعية الملكية العالمية لفايشنافا)، حفزت الرابطة المكونة من قادة الفايشنافا البنغاليين النمو الفكري والروحي لبيمالا وألهمته لإجراء دراسة متعمقة لنصوص الفايشنافا، الكلاسيكية والمعاصرة. زاد اهتمام بيمالا بفلسفة فايشنافا من خلال مخزن الفايشنافا، وهي مكتبة ومطبعة أنشأها كيدارناث داتا (في ذلك الوقت عالجها باسم بهاكتيفينودا ثاكور) في منزله لتقديم الغوديا الفيشنوية بشكل منهجي. في عام 1886 بدأ بكتشيشاندو في نشر مجلة شهرية باللغة البنغالية، ساجانا توشني (مصدر متعة المصلين)، نشر فيه كتاباته عن تاريخ وفلسفة الغوديا الفيشنوية، جنبًا إلى جنب مع مراجعات الكتب والشعر والروايات. ساعد بيمالا براسادا البالغ من العمر اثني عشر عامًا والده كمدقق لغوي، وبالتالي تعرف عن كثب على فن الطباعة والنشر بالإضافة إلى الخطابات الفكرية للبادرالوك.
في عام 1887 انضمت بيمالا براسادا إلى مؤسسة كالكوتا الحضرية (من عام 1917 - كلية فيدياساغار)، والتي وفرت تعليمًا حديثًا كبيرًا لشباب بادرالوك، وهناك، أثناء دراسة المواد الإلزامية، تابع الدراسات اللامنهجية في اللغة السنسكريتية والرياضيات والجيوتيشا (علم الفلك الهندي التقليدي). سرعان ما اعترف معلموه بكفاءته ولُقب فخريًا « سيدهانتا شارشوتي»، والذي تبناه كاسم مستعار له منذ ذلك الحين. ثم التحق شارشوتي بالكلية السنسكريتية، وهي واحدة من أرقى مدارس كلكتا للتعليم الهندوسي الكلاسيكي، وهناك أضاف الفلسفة الهندية والتاريخ القديم إلى قائمة دراسته.

### تدريس
في عام 1895، قرر سريلا بكتشيشاندو شارشوتي غوسوامي برابهوبادا التوقف عن دراسته في الكلية السنسكريتية بسبب خلاف حول الحسابات الفلكية للمدير، ماهيش شاندرا نيايراتنا. عرض أحد الأصدقاء المقربين لوالده، ملك تريبورا بير شاندرا مانيكيا، على شارشوتي منصب سكرتير ومؤرخ في الديوان الملكي، مما أتاح له الاستقلال المالي الكافي لمتابعة دراسته بشكل مستقل. استفاد من وصوله إلى المكتبة الملكية، وأمعن النظر في كل من الأعمال الهندية والغربية للتاريخ والفلسفة والدين، وأنشأ مدرسته الخاصة لعلم الفلك في كلكتا. بعد وفاة الملك في عام 1896، طلب وريثه رادها كيشور مانيكيا من شارشوتي تعليم الأمراء في القصر وعرض عليه معاشًا تقاعديًا كاملًا، وقبله سريلا بكتشيشاندو برابهوبادا حتى عام 1908.
على الرغم من تجهيزه بتعليم عصري وتقليدي ممتاز، ومكانة اجتماعية تحسد عليها بين النخبة الفكرية والسياسية في كلكتا وتريبورا جنبًا إلى جنب مع الموارد التي جلبتها، بدأ سريلا بكتشيشاندو برابهوبادا مع ذلك في التشكيك في اختياراته في مرحلة يعتبرها الكثيرون مثال النجاح. قاده بحثه عن النفس إلى ترك وسائل الراحة التي يوفرها أسلوب حياته في بادرالوك والبحث عن معلم روحي زاهد. في اتجاه بهاكتيفيدانتا، تقرب من جوركيشور داس باباجي، وهو الغوديا الفيشنوية الذي كان يزور منزل بهاكتيفيدانتا بانتظام وكان معروفًا بزهده وبهاكتي. في يناير 1901، وفقًا لشهادته الخاصة، قبِل باباجي سيدهانتا ساراسواتي غورو له. وفقًا لأتباع غوديا مت، جنبًا إلى جنب مع بدايته (ديكشا) حصل على اسم جديد، سري فارشا بهانافي ديفي دايتا داسا (خادم كريشنا، محبوب رادها)، والذي تبناه حتى مُنح ألقابًا جديدة.

## الفترة الوسطى (1901-1918): الزهد
كان للقاء غوراكيشورا داسا باباجي، الشخصية الأمية والمحترمة للغاية، وبدء الجدل معه تأثير تحولي على سريلا بكتشيشاندو برابهوبادا.